# ムシー (小惑星)
ムシー (966 Muschi) は小惑星帯に位置する小惑星である。ベルゲドルフのハンブルク天文台でウォルター・バーデによって発見された。
発見者の妻のニックネームにちなんで命名された。